# Trypanosoma scylliumi
Trypanosoma scylliumi is een soort in de taxonomische indeling van de Euglenozoa. Deze micro-organismen zijn eencellig en meestal rond de 15-40 micrometer groot. Het organisme komt uit het geslacht Trypanosoma en behoort tot de familie Trypanosomatidae. Trypanosoma scylliumi werd in 1901 ontdekt door Laveran & Mesnil.